# 東京仏学校
東京仏学校 （とうきょうふつがっこう） は、1886年 （明治19年）に設立された、フランス学（仏蘭西学、略して「仏学」）および法律学を修めるための旧制高等教育機関。現在の法政大学の前身校の一つ。
なお本項目では、東京仏学校を設立・運営した仏学会 (La Société de Langue Française) およびその後身である日仏協会についても扱う。

## 概要・沿革

### 仏学会の創立
- 1886年（明治19年）4月、フランス学（仏学）を修めることができる「一ノ完全ナル仏学校ヲ東京ニ設立」[1]するため、仏学会 (La Société de Langue Française) の創立が計画された。主唱者は次の7名。

辻新次（初代文部次官）
古市公威（帝国大学工科大学初代学長）
長田銈太郎（内務省参事官、明治天皇の通訳）
山崎直胤（内務省初代県治局長）
平山成信（大蔵大臣秘書官、後に枢密顧問官）
寺内正毅（陸軍大臣秘書官、陸軍中将、後に第18代内閣総理大臣）
栗塚省吾（司法大臣秘書官、後に大審院部長判事）

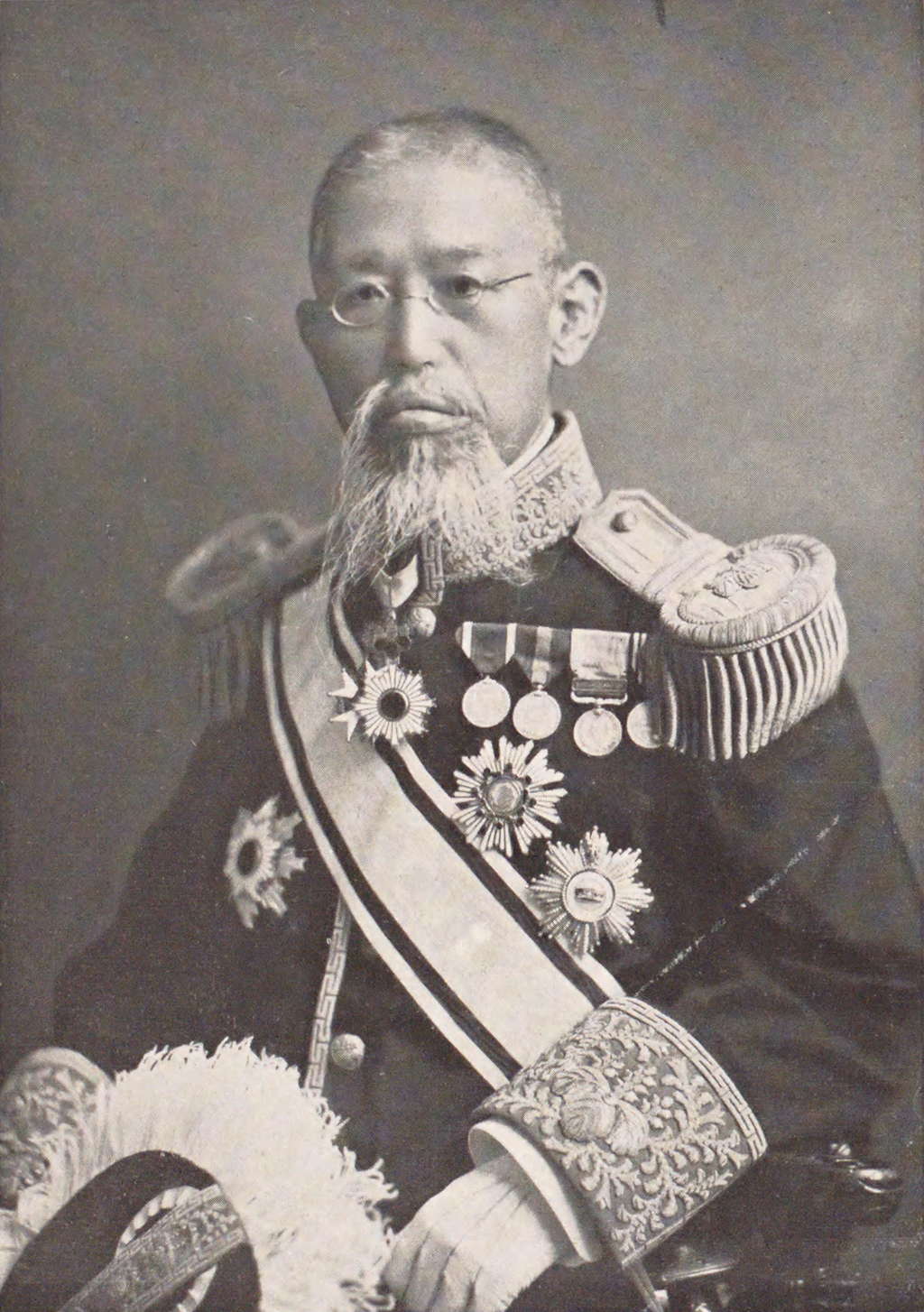
仏学会の創立会員であり、初代会長に就任した文部次官の辻新次。近代的教育制度の策定に尽力し、「明治教育界の元勲」と評された。
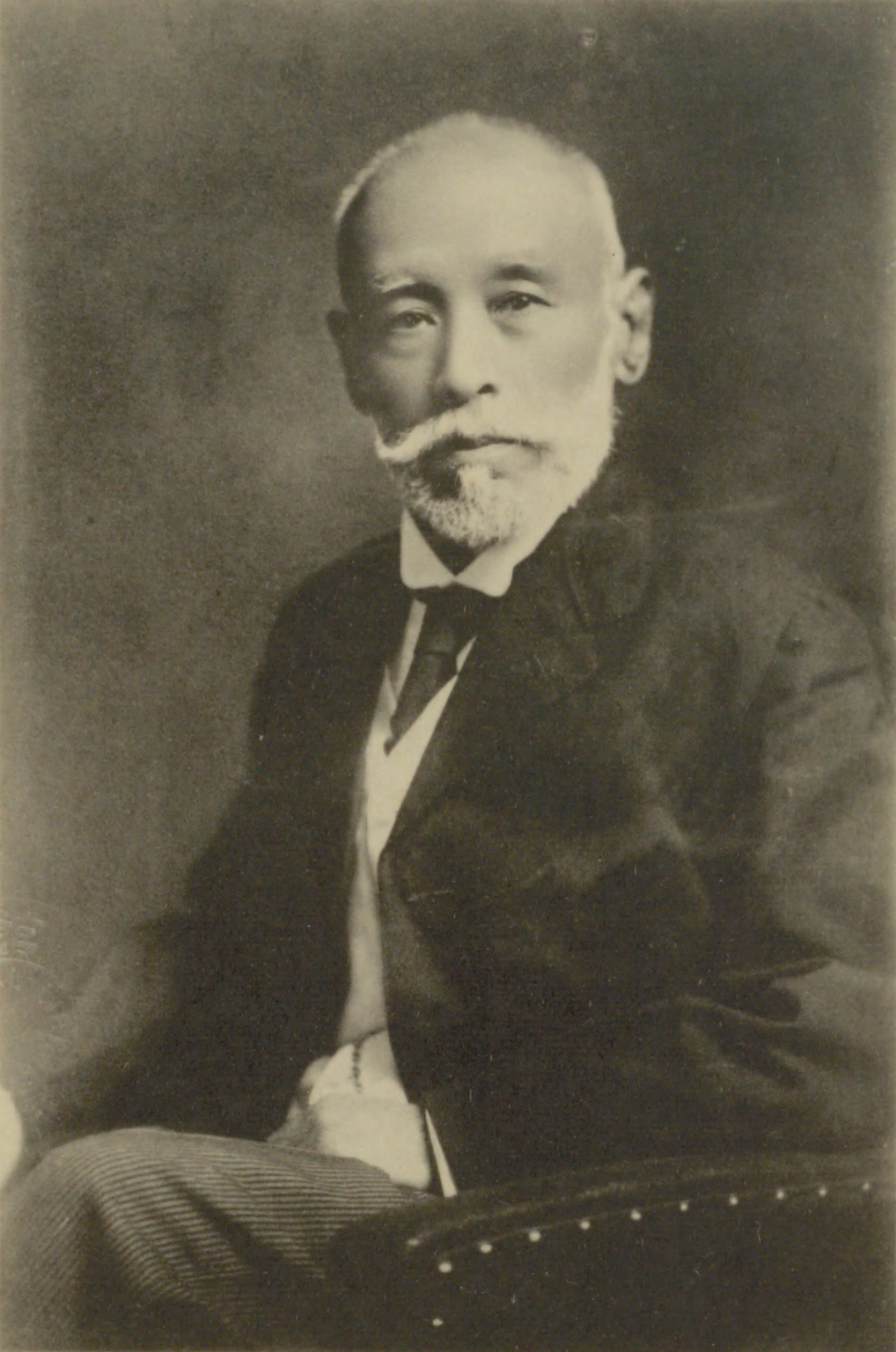
仏学会創立会員で、帝国大学工科大学初代学長と東京仏学校初代校長を兼任した古市公威。理化学研究所第2代所長。
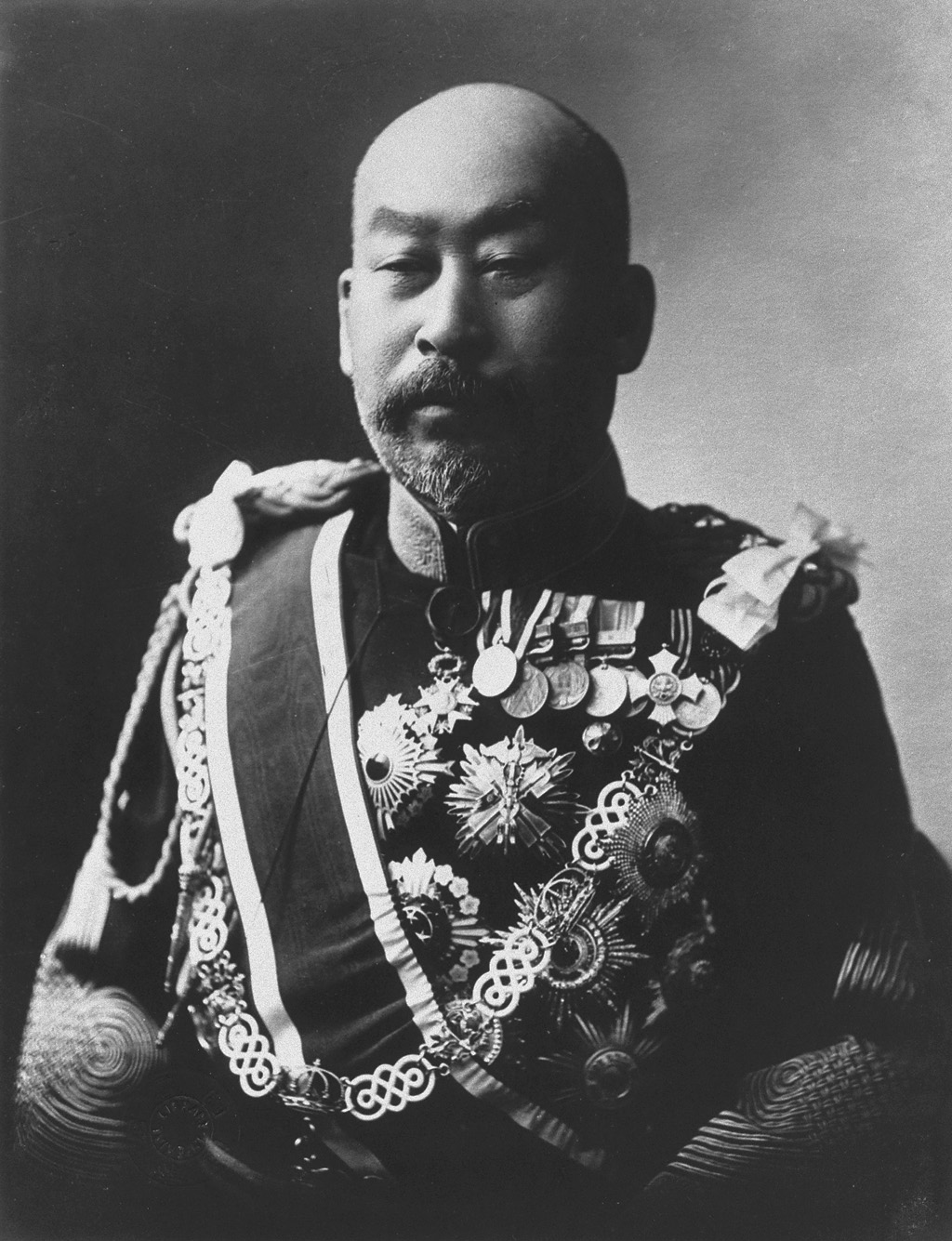
東京仏学校設立のため辻新次や古市公威らと仏学会を組織し、創立会員となった寺内正毅。後の第18代内閣総理大臣、元帥陸軍大将。

- 同年5月、東京九段下の玉川堂にて、創立会員の集会を開催。主唱者の一人である辻新次を会長に選出した。
- 同年9月、大日本教育会事務所において、仏学会創立総会を開催。仏学会の発足が表明される。議事として、仏学会会則と東京仏学校校則の草案を議了。さらに理事員の任期などについて審議された。
- 同年10月14日、東京府知事宛に私立学校設立願を提出。同月23日には東京府庁から認可を得る。
- 東京仏学校の設立にあたり、神田区小川町1番地に所在した東京法学校の所有建物を借りる[2]。この建物は、レンガ造り、平屋、建坪144坪、間口18間、奥行8間、敷地155坪で、東京法学校の向かい側にあった。
- 当時の郵便報知新聞（明治19年10月19日付）は次のように報じている。

- 1889年（明治22年）7月、伏見宮貞愛親王を名誉総裁として推戴した。
- 1892年（明治25年）12月、創立会員会にて会則の改正を行い、「総裁1名、名誉総裁中ヨリ之ヲ推戴ス」（第7条）と定め、さらに「会長」を「総裁」と称した。これに伴い、総裁には閑院宮載仁親王を推戴した。なお会長であった辻新次は、理事員長へ選嘱された。

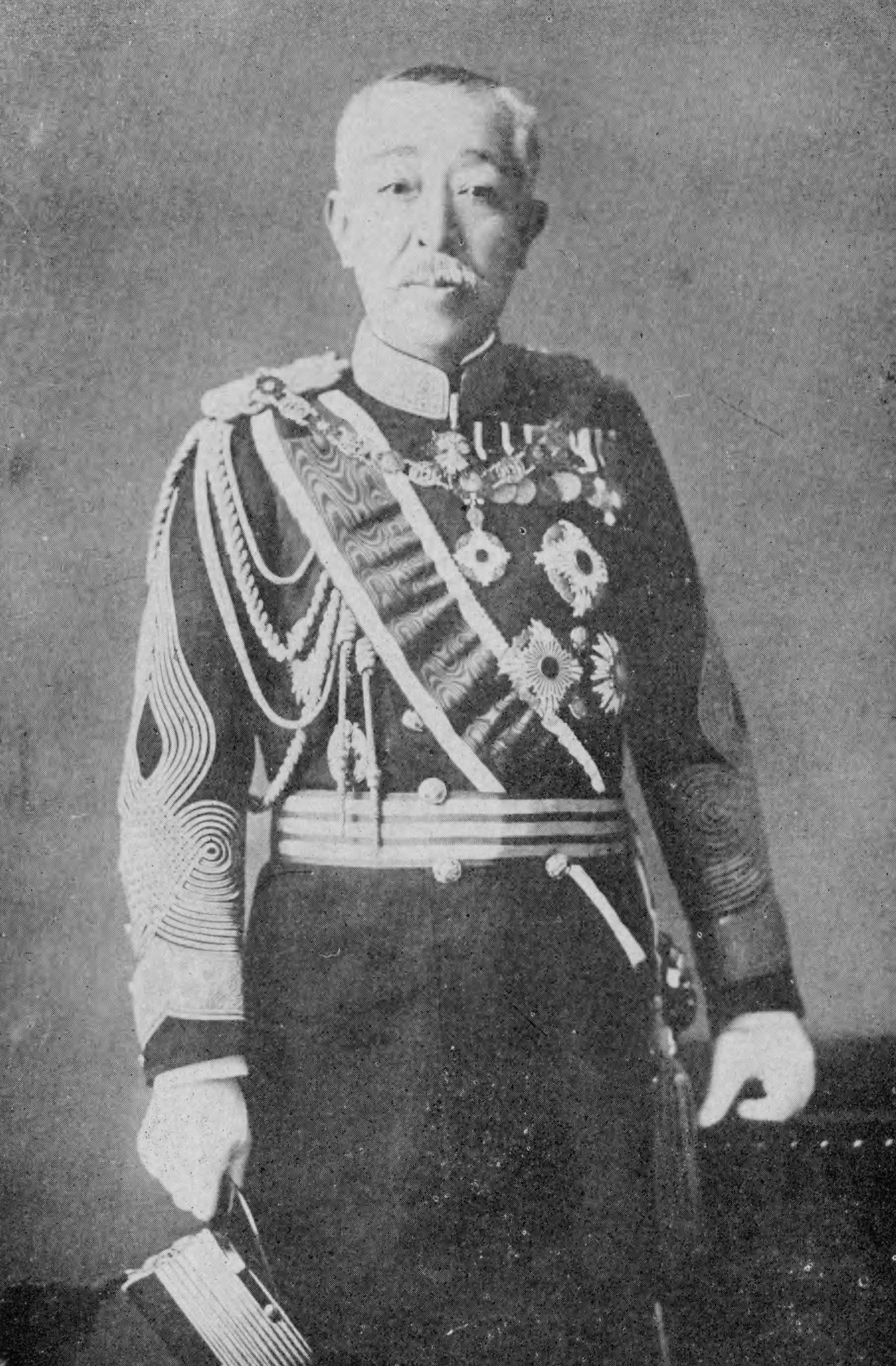
仏学会名誉総裁であった伏見宮貞愛親王。
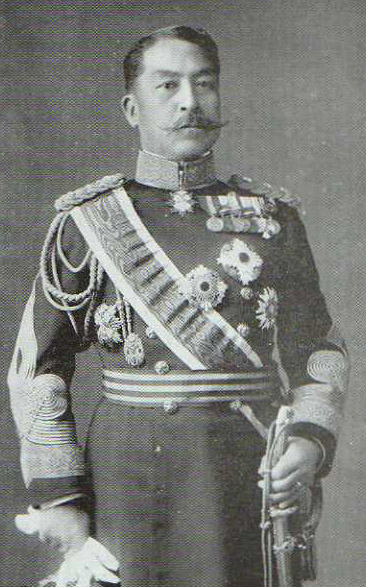
会則改正により仏学会総裁に就任した閑院宮載仁親王。後に日仏協会の初代総裁。
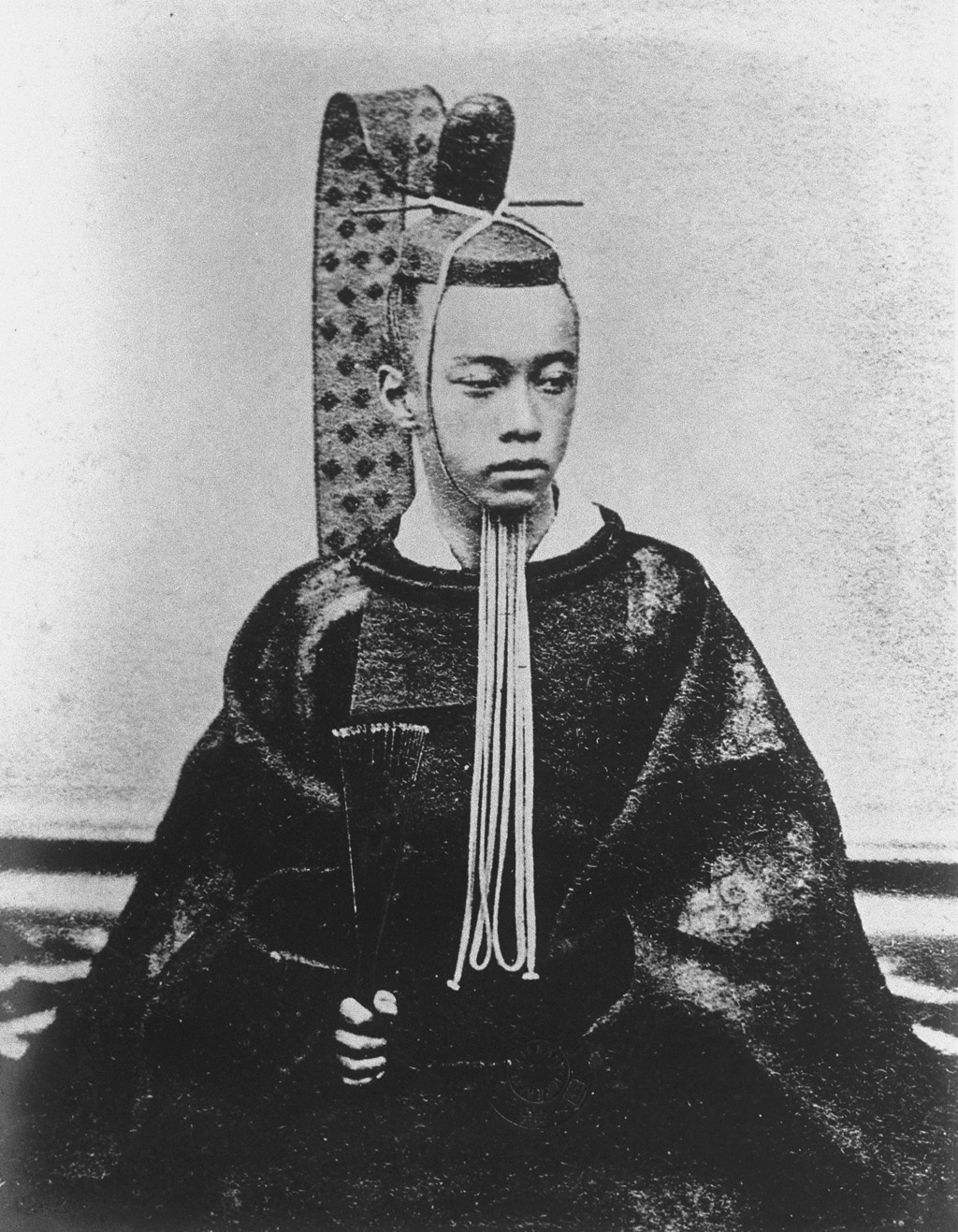
仏学会名誉会員であった徳川昭武。江戸幕府第15代将軍・徳川慶喜の弟。水戸藩第11代藩主。将軍の名代としてパリ万博に出席。

### 東京仏学校の開校

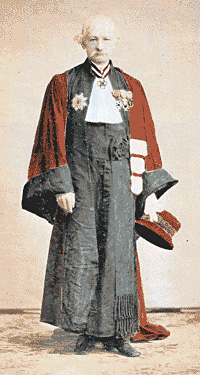
仏学会の名誉会員であり、東京仏学校の教員であったボアソナード。後に合併する東京法学校や合併後の和仏法律学校では教頭に着任し、10年以上にわたって法政大学の基礎を築いたため、大学の祖とされている。また、日本最初の近代法典の起草者として国内法整備に大きく貢献したほか、司法省を中心に、太政官、元老院、外務省等でも顧問を務め、日本で勲一等旭日大綬章を受章した最初の外国人となった。

- 1886年（明治19年）11月16日、神田区小川町一番地（現在の東京都千代田区神田小川町2丁目）に、レンガ造り1棟の校舎で開校した。
- 開校より数日前の東京日日新聞（11月6日付）は次のように報じている。

- 当初は正式な校長を置かず、校長心得（代理）として古市公威（帝国大学工科大学初代学長）が就任。
- 開校時点では、普通科（2年課程）、補修科（2年課程）、専門学校予備科の3学科が設置された。
- 授業の主な内容は、フランス語の読法や訳読をはじめ、書き取りや会話、文法や習字、作文による和文仏訳および仏文和訳などを、トータルに学習した。この他にも副科として、地理や歴史、漢文、数学、物理、化学等の講義があった。
- 1887年（明治20年）4月、司法省より法律科設置の要請および補助金の下賜を言い渡される。仏学会では臨時総集会を開き、校則の改正ならびにフランス語で教授する法律科（3年制）の設置のほか、下賜金の保管方法などについて審議。同年7月に東京府知事へ東京仏学校規則改正願を提出し、同月12日に認可された。これを受けて、同年9月から新校則を実施。ボアソナードやアッペールらが法律科の講義を担当することになった。
- 1888年（明治21年）5月、特別認可学校規則が公布されたことで再び校則を改正。同年8月、特別認可学校として文部大臣より認可される[3]。東京仏学校法律科の卒業生は、文官高等試験および判事検事登用試験の受験資格を得ることが可能となった。
- 同年9月、補修科を廃止した上で、普通科と法律科の2科体制が発足。普通科卒業生と法律科入学試験合格者で法律科第1学年を編成した。ここにおいて、東京仏学校は法律学校としての強い性格を帯びるようになる。法律科の講師は、司法省法律顧問アッペール、帝国大学法科大学教授富井政章のほか、本校校長で文部省参事官の大島誠治や後に大審院判事となる亀山貞義・岩野新平・木下哲三郎ら司法省法学校の卒業生が務めた。翌1889年（明治22年）の新聞に掲載された東京仏学校の生徒募集広告では、帝国大学法科大学教授兼一高校長で後に京都帝国大学初代総長となる木下広次らを加え、計9名の司法省法学校第1期生が法律科の講師として名を連ねている[4]。

### 東京法学校との合併から和仏法律学校へ
- 1888年（明治21年）12月、理事員会において東京法学校との合併を議決。
- 1889年（明治22年）5月には、仏学会臨時総集会で東京法学校と東京仏学校の両校合併が最終的に議決される。この時、新設学校の名称を「和仏法律学校」とし、仏語科・仏語法律科・邦語法律科の3学科を設置することが決められた[5]。そして同年9月9日、両校の合併と和仏法律学校への改称ならびに学則の改正が文部大臣に認可され[6]、同校が正式に発足するに至った。
- 1890年（明治23年）6月、和仏法律学校の新校舎が麹町区富士見六丁目に完成。同年7月には仏学会も同校舎へ移った。なお、和仏法律学校の移転式も兼ねて、東京仏学校の卒業証書授与式も挙行された。

### 仏学会から日仏協会へ
- 1908年（明治41年）9月、仏学会の目的を学術から社交や経済にまで拡張し、名称も「日仏協会」へ改めることが、委員会で議決された。なお、日仏協会の初代総裁については、仏学会総裁の閑院宮載仁親王を「仰グコトニ御裁可ヲ乞フコト」[7]とした。
- 1909年（明治42年）4月、仏学会は正式に「日仏協会」としてスタートし、仏学会の財産もそのまま同協会へ引き継がれた。

## 関係者

### 仏学会の歴代会長・総裁・名誉総裁
- 会長：辻新次（1886年5月-1892年11月、会則改正により同年12月から理事員長）
- 総裁：閑院宮載仁親王（1892年12月-1909年3月、会則改正により事実上の会長職）
- 名誉総裁：伏見宮貞愛親王（1889年-1908年）
- 同上：小松宮依仁親王（1893年-1908年、1903年に「東伏見宮」創設。以後、東伏見宮依仁親王）

### 仏学会の主な名誉会員
- 伏見宮邦芳王（皇族、貴族院議員）
- 徳川昭武（水戸藩第11代藩主）
- 徳川篤敬（水戸徳川家第12代当主、イタリア特命全権公使）
- 蜂須賀茂韶（徳島藩14代藩主、文部大臣、東京府知事、貴族院議長）
- 鍋島直大(佐賀藩11代藩主、侯爵)
- 太田資美（掛川藩7代藩主）
- 田中不二麿（司法卿、枢密顧問官、司法大臣）
- 村上英俊（松代藩の藩医、フランス学者、レジオンドヌール勲章受勲）
- 山田顕義（司法大臣、陸軍中将、日本大学創設者）
- 大木喬任（文部卿、司法卿、民法編纂総裁、枢密院議長、東京府知事、伯爵）
- ボアソナード（元老院御用掛、外務省事務及び国際法顧問、勲一等旭日大綬章受章）
- アッペール（司法省法律顧問、東京帝国大学法科大学教員）

### 仏学会の主な創立会員
（五十音順、主唱者以外）
- 青木周蔵（外務大臣、子爵）
- 赤松則良（海軍中将、貴族院議員、男爵）
- 安達峰一郎（外交官、国際法学者、常設国際司法裁判所の所長）
- 池田正介（陸軍少将）
- 井上操（東京帝国大学教授、大阪重罪裁判所裁判長、大阪控訴院部長）
- 梅謙次郎（東京帝国大学法科大学長、内閣法制局長官、法典調査会民法起草委員・商法起草委員、法政大学初代総理）
- 大島誠治（東京仏学校校長、文部大臣秘書官、第四高等学校（現・金沢大学）初代校長）
- 大鳥圭介（工部大学校校長（現・東京大学工学部）、学習院第3代院長、枢密顧問官、男爵）
- 大山綱介（イタリア公使）
- 沖野忠雄（土木学会会長、フランス式の捷水路方式による治水を国内に普及させた）
- 桂太郎（第11・13・15代内閣総理大臣、陸軍大将、公爵）
- 川上操六（陸軍大将、子爵）
- 河津祐之（大阪控訴院検事長、名古屋控訴裁判所検事長、司法省刑事局長、逓信次官、東京法学校（現・法政大学）校長）
- 岸本辰雄（太政官御用掛、大審院判事、明治大学創設者）
- 児玉源太郎（陸軍大将、陸軍大臣、文部大臣、内務大臣、日露戦争の総参謀長）
- 薩埵正邦（東京法学校主幹、第三高等学校（現・京都大学）法学部教授）
- 佐野延勝（陸軍中将、貴族院議員、男爵）
- 杉村虎一（駐メキシコ公使、駐スウェーデン公使、駐ドイツ大使）

### 東京仏学校の歴代校長
- 校長心得：古市公威（1886年11月-1887年10月）
- 校長：大島誠治（1887年11月-1889年）

### 東京仏学校の商議委員
- 蜂須賀茂韶
- 大鳥圭介
- 箕作麟祥
- 名村泰蔵
- 河津祐之

### 法律科の主な教員
- ボアソナード
- アッペール
- 富井政章
- 井上正一
- 熊野敏三
- 木下広次
- 大島誠治
- 亀山貞義
- 岩野新平
- 木下哲三郎
- 岸本辰雄
- 宮城浩蔵
- 光妙寺三郎
- 平島及平

### 普通科の主な教員
- フーク（P.Fouque、学習院教授、仏語）
- ジロー（C.Giraud、マルセイユ名誉領事、仏語）
- サラベル（Salabelle、仏語）
- 田中弘義（仏語）
- 大工原信吉（仏語）
- 辻謙之介（仏語）
- 松井徳善（仏語）
- 山田兵吾（数学）
- 遠藤利貞（数学）
- アリヴェ（J.B.Arrivet、一高教授、論理）
- 今井匡之（漢学）
- 久保雅友（漢学）
- ヴェルトラン（Verdollin、歴史）

## 校地の変遷と継承
- 1886年（明治19年）11月16日、神田区小川町1番地（現在の東京都千代田区神田小川町2丁目）に開校した。校舎はレンガ造り1棟で、仏学会も同校舎内に所在した。なお、この校舎は東京法学校の所有建物を借り受けたもので[2]、東京法学校の校舎の向かい側に位置した。
- 学生の増加により校舎が手狭になったため、1889年（明治22年）4月14日、神田区柳原河岸第19号地へ一時的に移転。
- 1890年（明治23年）6月、東京法学校との合併に伴い、和仏法律学校の新校舎（通称、九段上校舎）が東京市麹町区富士見町6丁目に完成。同年7月に、旧東京法学校（邦語法律科）、仏学会とともに、この九段上の新校舎へ移った。